# Bryanites
Bryanites is een geslacht van kevers uit de familie van de loopkevers (Carabidae). De wetenschappelijke naam van het geslacht is voor het eerst geldig gepubliceerd in 1987 door Valentine.

## Soorten
Het geslacht Bryanites omvat de volgende soorten:
- Bryanites barri Valentine, 1987
- Bryanites samoaensis Valentine, 1987